# سیارک ۳۵۷۷
سیارک ۳۵۷۷ (به انگلیسی: 3577 Putilin، نامگذاری:1969TK) سه هزار و پانصد و هفتاد و هفتمین سیارک کشف شده‌است که در ۷ اکتبر ۱۹۶۹ کشف شد.
قدر مطلق سیارک برابر ۱۰٫۴۰ است.